# Villa Bordeu
Villa Bordeu, o simplemente Bordeu, es una localidad del partido de Bahía Blanca, provincia de Buenos Aires, Argentina.

## Toponimia
El nombre de la localidad se le dio en honor al primer intendente electo que tuvo Bahía Blanca, Teófilo Bordeu, el cual fue dueño del territorio que actualmente ocupan los barrios "Los Chañares", "Don Ramiro" y "Villa Bordeu".

## Población
La localidad se encuentra dentro del aglomerado Gran Bahía Blanca y en 2001 contaba con 982 habitantes (Indec, 2001).
Dado el crecimiento de la localidad cabecera del alglomerado, Bahía Blanca, en el año 2010 no se disgregó la cantidad de habitantes del aglomerado según sus localidades constituyentes, simplemente se contabilizó a todo el aglomerado como «Bahía Blanca». Por lo tanto, no se cuentan con datos más actuales sobre la cantidad de habitantes de la Villa.
Actualmente cuenta con una escuela primaria (N° 28, Cornelio Saavedra), una escuela secundaria (N.º 352) y un jardín de infantes (N.º 948, Petrona Heguilor de Bordeu).

## Agro
Villa Bordeu es una localidad del Gran Bahía Blanca, famosa por la fiesta anual que se realiza en el predio "Sociedad Rural" en donde se realizan compra/venta de animales de campo.
Además es el barrio más grande territorialmente de toda Bahía Blanca.

## Autódromo
La localidad contó con un autódromo, denominado «Carlos J. Martin». El mismo estaba ubicado en el sector comprendido entre la vía del Ramal Bahía Blanca - Darregueira, RN 3, RN 35 y  el lado sur de la Sociedad Rural. La longitud del circuito era de 1950 metros y totalmente asfaltado. Fue inaugurado el 23 de noviembre de 1958 y luego fue utilizado para carreras de Turismo Carretera (TC), Formula, Monoplazas y motos.
El 25 de junio de 1961 el Bahía Blanca Automóvil Club organizó, por primera vez, una carrera de TC y se corrió en este autodromo. El 16 de abril de 1967 fue bautizado Autódromo «Carlos J. Martin», en homenaje al piloto local que perdiera la vida en una competencia de F3 en Mar del Plata, circuito Club de Golf, el 29 de enero de 1967.